# شوكت رحمانوف
شوكت بختيبايفيتش رحمانوف (مواليد 23 أكتوبر 1994) هو مقاتل فنون قتالية مختلطة كازاخستاني يُنافس حاليًا في فئة وزن الوسط في يو إف سي. كان بطل وزن الوسط السابق في إم-1 غلوبل. اعتبارًا من 19 ديسمبر 2023، احتل المركز الثالث في تصنيفات وزن الوسط من يو إف سي.

## الخلفية
وُلد رحمانوف في أوزبكستان، وحصل على الجنسية الكازاخستانية في عام 2017. وكان اسم جده هو رحمن، لذلك أثناء إقامته في دولة مجاورة، كان عليه أن يأخذ لقبًا ذا نكهة محلية. والده من قبيلة كازاخستانية من قبيلة ألتينباي ووالدته من قبيلة كازاخستانية من قبيلة كونيرات. شوكت من عشيرة ألتينباي من زوز جونيور.
شقيقة شوكت، سورا رحمانوف، هي أيضًا مقاتلة فنون قتالية مختلطة.
رحمانوف هو أول مقاتل كازاخستاني يوقع عقدًا مع يو إف سي.

## مسيرته في فنون القتال المختلطة

### يو إف سي
بعد توقيع رحمانوف مع يو إف سي، أصبح أول مقاتل كازاخستاني يوقع عقدًا مع المنظمة. كان من المقرر أن يواجه رحمانوف بارتوش فابينسكي في 21 مارس 2020، في يو إف سي ليلة القتال: وودلي ضد إدواردز. ومع ذلك، بسبب جائحة فيروس كورونا، تم إلغاء الحدث.
كان من المتوقع أن يواجه رحمانوف رمضان إيميف في 26 يوليو 2020، في يو إف سي على إي إس بي إن: ويتيكر ضد تيل. مع ذلك، في أوائل يوليو، أفيد أن رحمانوف أجبر على الانسحاب بسبب الإصابة واستبدله نيكلاس ستولزي.
كان من المقرر أن يقاتل رحمانوف إليزو زاليسكي دوس سانتوس في 24 أكتوبر 2020، في يو إف سي 254. ومع ذلك، انسحب زاليسكي في أواخر سبتمبر بسبب الإصابة وتم استبداله بأليخاندرو أوليفيرا. في الأوزان، بلغ وزن أوليفيرا 173 رطلاً، أي رطلين فوق حد القتال غير المسموح به في وزن الوسط. استمر النزال في الوزن غير المحدد وتم تغريمه بنسبة 20% من دخله التي ذهبت إلى رحمانوف. فاز رحمانوف بالقتال عن طريق خنق المقصلة في الجولة الأولى.
واجه رحمانوف ميشيل برازيريس في يو إف سي ليلة القتال: غان ضد فولكوف في 26 يونيو 2021. فاز بالقتال عن طريق الخنق الخلفي العاري في الجولة الثانية.
واجه رحمانوف كارلستون هاريس في 5 فبراير 2022، في يو إف سي ليلة القتال: هيرمانسون ضد ستريكلاند. فاز بالقتال بالضربة القاضية في الجولة الأولى. أكسبه هذا النزال مكافأة أداء الليلة.
كأول نزال من عقده الخماسي الجديد، واجه رحمانوف نيل ماغني في 25 يونيو 2022، في يو إف سي على إي إس بي إن 38. وفاز بالقتال عن طريق خنق المقصلة في الجولة الثانية. أكسبه هذا الفوز مكافأة أداء الليلة.
كان من المقرر أن يواجه رحمانوف جيف نيل في 14 يناير 2023، في يو إف سي ليلة القتال: ستريكلاند ضد إيمافوف. ومع ذلك، في 29 ديسمبر، انسحب نيل بسبب إصابة لم يتم الكشف عنها وتم إعادة جدولة النزال إلى يو إف سي 285 في 4 مارس 2023. في قياس الأوزان، كان وزن نيل 175 رطلاً، 4 أرطال فوق حد وزن الوسط. نتيجة لذلك، استمر النزال في الوزن غير المحدد وتم تغريم نيل 30% من أرباحه في النزال، والتي ذهبت إلى رحمانوف. فاز رحمانوف بالقتال عن طريق خنق خلفي عاري في الجولة الثالثة. أكسبه هذا القتال جائزته الأولى في قتال الليلة.
كان المقرر أن يواجه رحمانوف كيلفن غاستلوم في 16 سبتمبر 2023، في حدث يو إف سي ليلة القتال: جراسو ضد شيفتشينكو 2. ومع ذلك، انسحب غاستلوم في أواخر يوليو بعد إصابته بكسر في الوجه.
واجه رحمانوف ستيفن تومسون في 16 ديسمبر 2023، في حدث يو إف سي 296. وفاز من خلال الخنق الخلفي العاري مع بقاء أربع ثوانٍ فقط في الجولة الثانية، مما جعله أول مقاتل ينهي تومسون بالإخضاع في مسيرته في فنون القتال المختلطة.
كان من المقرر أن يُنافس رحمانوف على لقب بطولة يو إف سي لوزن الوسط ضد البطل الحالي بلال محمد في 7 ديسمبر 2024 في حدث يو إف سي 310. ومع ذلك، بسبب إصابة في عظام قدمه، اضطر محمد إلى الانسحاب. واجه رحمانوف بدلاً من ذلك إيان ماتشادو غاري في نزال من 5 جولات. فاز رحمانوف بالقتال بقرار القضاة بالإجماع لأول مرة في فنون القتال المختلطة.

## حياته الشخصية
شقيقة رحمانوف الصغرى، سورا رحمانوف، هي أيضًا مُقاتلة فنون قتالية مختلطة.
رحمانوف مسلم.

## البطولات والإنجازات
- الرابطة العالمية لفنون القتال المختلطة
  -  بطل العالم وزن الوسط (2013)[49][50]
  -  بطل آسيا وزن الوسط (2014)[50][51]
  -  بطل العالم وزن الوسط (2014)[52]
  -  بطل العالم وزن الوسط (2015)[53]
- يو إف سي
  - أداء الليلة (مرتين): ضد  كارلستون هاريس ونيل ماغني[27][31]
  - قتال الليلة (مرة واحدة): ضد جيف نيل[37]
  - أطول سلسلة انتصارات بالإنهاء في تاريخ فئة وزن الوسط في يو إف سي (6)[54]
- إم-1 غلوبل
  - بطولة إم-1 لوزن الوسط (مرة واحدة) [2]
    - دفاع عن لقب واحد ناجح[2]
- الاتحاد الكازاخستاني لفنون القتال المختلطة
  - بطولة كيه زد إم إم أيه إف لوزن الوسط (مرة واحدة)[55]
    - دفاع عن لقب واحد ناجح[55]

## سجل فنون القتال المختلطة
| السجل المهني |        |         |
| 19 نزال      | 19 فوز | 0 خسارة |
| ضربة قاضية   | 8      | 0       |
| إخضاع        | 10     | 0       |
| قرار القضاة  | 1      | 0       |

| النتيجة | السجل | الخصم              | الطريقة                            | الحدث                                         | التاريخ        | الجولة | الوقت | المكان                              | الملاحظات                                                       |
| ------- | ----- | ------------------ | ---------------------------------- | --------------------------------------------- | -------------- | ------ | ----- | ----------------------------------- | --------------------------------------------------------------- |
| فاز     | 19–0  | إيان ماتشادو غاري  | قرار القضاة (بالإجماع)             | يو إف سي 310                                  | 7 ديسمبر 2024  | 5      | 5:00  | لاس فيغاس، نيفادا، الولايات المتحدة | الفائز سيُنافس على لقب بطولة يو إف سي لوزن الوسط.                |
| فاز     | 18–0  | ستيفن طومسون       | إخضاع (خنق خلفي عاري)              | يو إف سي 296                                  | 16 ديسمبر 2023 | 2      | 4:56  | لاس فيغاس، نيفادا، الولايات المتحدة |                                                                 |
| فاز     | 17–0  | جيف نيل            | إخضاع (خنق خلفي عاري)              | يو إف سي 285                                  | 4 مارس 2023    | 3      | 4:17  | لاس فيغاس، نيفادا، الولايات المتحدة | نزال في وزن غير محدد (175 رطل)؛ نيل أخفق في الوزن. قتال الليلة. |
| فاز     | 16–0  | نيل ماغني          | إخضاع (خنق المقصلة)                | يو إف سي على إي إس بي إن: تساروكيان ضد غامروت | 25 يونيو 2022  | 2      | 4:58  | لاس فيغاس، نيفادا، الولايات المتحدة | أداء الليلة.                                                    |
| فاز     | 15–0  | كارلستون هاريس     | ضربة قاضية (ركلة كعب دوارة ولكمات) | يو إف سي ليلة القتال: هيرمانسون ضد ستريكلاند  | 5 فبراير 2022  | 1      | 4:10  | لاس فيغاس، نيفادا، الولايات المتحدة | أداء الليلة.                                                    |
| فاز     | 14–0  | ميشيل برازيريس     | إخضاع (خنق خلفي عاري)              | يو إف سي ليلة القتال: غان ضد فولكوف           | 26 يونيو 2021  | 2      | 2:10  | لاس فيغاس، نيفادا، الولايات المتحدة |                                                                 |
| فاز     | 13–0  | أليخاندرو أوليفيرا | إخضاع (خنق المقصلة)                | يو إف سي 254                                  | 24 أكتوبر 2020 | 1      | 4:40  | أبو ظبي، الإمارات العربية المتحدة   | نزال في وزن غير محدد (173 رطل)؛ أوليفيرا أخفق في الوزن.         |
| فاز     | 12–0  | تياجو فارجاو       | ضربة فنية قاضية (باللكمات)         | إم-1 تحدي 102                                 | 29 يونيو 2019  | 1      | 4:50  | نور سلطان، كازاخستان                | دافع عن لقب بطولة إم-1 تحدي لوزن الوسط.                         |
| فاز     | 11–0  | دانييل بريكازا     | ضربة فنية قاضية (باللكمات)         | إم-1 تحدي 101                                 | 30 مارس 2019   | 2      | 2:20  | ألماتي، كازاخستان                   | فاز بلقب بطولة إم-1 تحدي لوزن الوسط الشاغر.                     |
| فاز     | 10–0  | رينات ساياكباييف   | ضربة فنية قاضية (انسحاب)           | كيه زد إم إم أيه إف: معركة البدو 11           | 8 ديسمبر 2018  | 1      | 5:00  | تالديكورغان، كازاخستان              | دافع عن لقب بطولة كيه زد إم إم أيه إف لوزن الوسط.               |
| فاز     | 9–0   | فريدون أوديلوف     | ضربة فنية قاضية (باللكمات)         | كيه زد إم إم أيه إف: معركة البدو 10           | 12 مايو 2018   | 3      | 3:03  | آستانا، كازاخستان                   | فاز بلقب بطولة كيه زد إم إم أيه إف لوزن الوسط.                  |
| فاز     | 8–0   | ليفان سولودوفنيك   | إخضاع (مثلث الخنق)                 | إم-1 تحدي 87                                  | 9 فبراير 2018  | 2      | 4:42  | سانت بطرسبرغ، روسيا                 |                                                                 |
| فاز     | 7–0   | جون يونغ بارك      | إخضاع (خنق خلفي عاري)              | كيه زد إم إم أيه إف: معركة البدو 9            | 7 أغسطس 2016   | 2      | 1:51  | هواسون، كوريا الجنوبية              | نزال في وزن غير محدد (176 رطل)                                  |
| فاز     | 6–0   | مارسيلو بريتو      | ضربة قاضية (لكمة للجسد)            | إم-1 تحدي 67                                  | 4 يونيو 2016   | 1      | 1:37  | باكو، أذربيجان                      |                                                                 |
| فاز     | 5–0   | عادل بورانباييف    | إخضاع (خنق خلفي عاري)              | كيه زد إم إم أيه إف: معركة البدو 7            | 30 أبريل 2016  | 2      | 4:51  | آستانا، كازاخستان                   |                                                                 |
| فاز     | 4–0   | ميشاو وينسك        | إخضاع (خنق المقصلة)                | إم-1 تحدي 59                                  | 3 يوليو 2015   | 1      | 0:49  | آستانا، كازاخستان                   |                                                                 |
| فاز     | 3–0   | بارتوش شيريك       | ضربة قاضية (باللكمات)              | إم-1 تحدي 57                                  | 2 مايو 2015    | 1      | 2:51  | أورينبورغ، روسيا                    |                                                                 |
| فاز     | 2–0   | ماركوس فينيسيوس    | ضربة فنية قاضية (باللكمات)         | كيه زد إم إم أيه إف: معركة البدو 2            | 30 نوفمبر 2014 | 1      | 4:58  | ألماتي، كازاخستان                   |                                                                 |
| فاز     | 1–0   | آدم تسوروف         | إخضاع (مثلث الخنق)                 | إم-1 تحدي 52                                  | 17 أكتوبر 2014 | 1      | غ/م   | نازران، روسيا                       | الظهور الأول في وزن الوسط                                       |

### سجل فنون القتال المختلطة للهواة
| سجل الهواة  |        |       |
| 13 نزال     | 11 فاز | 2 خسر |
| ضربة قاضية  | 1      | 0     |
| إخضاع       | 1      | 0     |
| قرار القضاة | 0      | 2     |
| غير معروف   | 9      | 0     |

| النتيجة | السجل | الخصم                        | الطريقة                    | الحدث                                                                 | التاريخ        | الجولة | الوقت | المكان               | الملاحظات |
| ------- | ----- | ---------------------------- | -------------------------- | --------------------------------------------------------------------- | -------------- | ------ | ----- | -------------------- | --------- |
| خسر     | 11–2  | جادجيمراد خيراماغوميدوف      | قرار الحكام (بالإجماع)     | دبليو إم إم إيه - بطولة العالم 2015 - النهائيات                       | 28 نوفمبر 2015 | 2      | 5:00  | براغ، جمهورية التشيك |           |
| فاز     | 11–1  | بيكنازار كاينازار            |                            | دبليو إم إم إيه - بطولة العالم 2015 - الاختيار                        | 27 نوفمبر 2015 |        |       | براغ، جمهورية التشيك |           |
| فاز     | 10–1  | فرانشيسكو كونتروفرسا         |                            | دبليو إم إم إيه - بطولة العالم 2015 - الاختيار                        | 27 نوفمبر 2015 |        |       | براغ، جمهورية التشيك |           |
| فاز     | 9–1   | كارلوس ايريجويتيا            | إخضاع (خنق خلفي عاري)      | دبليو إم إم إيه - بطولة العالم 2015 - الاختيار                        | 27 نوفمبر 2015 | 2      | 0:00  | براغ، جمهورية التشيك |           |
| خسر     | 8–1   | جادجيمراد خيراماغوميدوف      | قرار الحكام (بالإجماع)     | دبليو إم إم إيه - بطولة العالم 2014 - النهائيات                       | 12 يوليو 2014  | 2      | 5:00  | مينسك، بيلاروس       |           |
| فاز     | 8–0   | فيليبي سلفادور نسويه أيوجونو |                            | دبليو إم إم إيه - بطولة العالم 2014 - الاختيار                        | 11 يوليو 2014  |        |       | مينسك، بيلاروس       |           |
| فاز     | 7–0   | رسلان بوسل                   |                            | دبليو إم إم إيه - بطولة العالم 2014 - الاختيار                        | 11 يوليو 2014  |        |       | مينسك، بيلاروس       |           |
| فاز     | 6–0   | بيك عمروف                    | ضربة فنية قاضية (باللكمات) | دبليو إم إم إيه - نهائيات بطولة آسيا لفنون القتال المختلطة 2014       | 24 مارس 2014   | 1      | 0:44  | آستانا، كازاخستان    |           |
| فاز     | 5–0   | أخيل الدين ميرزادافلاتوف     |                            | دبليو إم إم إيه - بطولة العالم لفنون القتال المختلطة 2013 - الاختيار  | 18 أكتوبر 2013 |        |       | سانت بطرسبرغ، روسيا  |           |
| فاز     | 4–0   | كمال ماغوميدوف               |                            | دبليو إم إم إيه - بطولة العالم لفنون القتال المختلطة 2013 - النهائيات | 17 أكتوبر 2013 |        |       | سانت بطرسبرغ، روسيا  |           |
| فاز     | 3–0   | سعيد دافلاتوف                |                            | دبليو إم إم إيه - بطولة العالم لفنون القتال المختلطة 2013 - الاختيار  | 17 أكتوبر 2013 |        |       | سانت بطرسبرغ، روسيا  |           |
| فاز     | 2–0   | عزيزبيك كوبانيشبيكوف         |                            | دبليو إم إم إيه - بطولة العالم لفنون القتال المختلطة 2013 - الاختيار  | 17 أكتوبر 2013 |        |       | سانت بطرسبرغ، روسيا  |           |
| فاز     | 1–0   | باتريك آشر                   |                            | دبليو إم إم إيه - بطولة العالم لفنون القتال المختلطة 2013 - الاختيار  | 17 أكتوبر 2013 |        |       | سانت بطرسبرغ، روسيا  |           |

## وصلات خارجية
- شوكت رحمانوف على موقع يو إف سي (الإنجليزية)
- شوكت رحمانوف على موقع شيردوغ (الإنجليزية)
- شوكت رحمانوف على موقع Tapology.com (الإنجليزية)